# Campeonato do PGA
O PGA Championship (muitas vezes referido como o US PGA Championship ou US PGA quando mencionado fora dos Estados Unidos) é um torneio anual de golfe realizado pela Professional Golfers Association of America. É um dos quatro principais campeonatos de golfe profissional, e é o último major da temporada de golfe, disputado em meados de agosto no terceiro final de semana anterior ao fim de semana do Dia do Trabalho nos Estados Unidos. É um evento oficial do PGA Tour, European Tour e Japan Golf Tour, com uma bolsa de US$ 10 milhões desde a sua 97ª edição em 2015.
Em consonância com os outras major's, vencer o PGA garante ao jogador privilégios que melhoram a segurança na sua carreira. Os campeões da PGA são automaticamente convidados a jogar nos outros três grandes torneios (Masters de Augusta, US Open e The Open Championship) além do The Players Championship nos próximos cinco anos, e são elegíveis para o Campeonato PGA vitalício. Recebem a sociedade no PGA Tour para as seguintes cinco temporadas e na excursão européia para as sete temporadas seguintes. O PGA é o único dos quatro majores a ser um torneio quase exclusivo para jogadores profissionais.
O Campeonato PGA foi realizado em um grande número de locais. Alguns dos primeiros locais são agora bastante obscuros, mas nos últimos anos, o evento geralmente tem sido jogado em um pequeno grupo de campos famosos, cada um dos quais tendo recebido vários outros eventos importantes, incluindo o US Open e a Ryder Cup.

## História
Em 1894, com 41 campos de golfe operando nos Estados Unidos, foram organizados dois campeonatos nacionais não oficiais para golfistas amadores. Um foi realizado no Newport Country Club, em Rhode Island, e o outro, no St. Andrew's Golf Club, em Nova York. Além disso, e ao mesmo tempo que o evento amador, o St. Andrew's conduziu um campeonato aberto para golfistas profissionais. Nenhum dos campeonatos foi oficialmente sancionado por um órgão governamental para o golfe americano, causando considerável controvérsia entre jogadores e organizadores. Mais tarde, em 1894, isso levou à formação da Associação de Golfe dos Estados Unidos (USGA), que se tornou a primeira organização formal de golfe no país. Após a formação da USGA, o golfe rapidamente se tornou um esporte de popularidade e importância nacional.
Em fevereiro de 1916, a Associação de Golfistas Profissionais da América (PGA) foi estabelecida em Nova York. Um mês antes, o rico proprietário da loja de departamentos Rodman Wanamaker organizou um almoço com os principais profissionais de golfe do dia no Wykagyl Country Club, em New Rochelle. Os participantes prepararam a agenda para a organização formal do PGA; consequentemente, historiadores do golfe apelidaram Wykagyl de "The Cradle of the PGA". O primeiro presidente da nova organização foi Robert White, um dos mais conhecidos profissionais de golfe da Wykagyl.
O primeiro campeonato PGA foi realizado em outubro de 1916 no Siwanoy Country Club em Bronxville, Nova York. O vencedor, Jim Barnes, recebeu US$ 500 e uma medalha de ouro cravejada de diamantes doada por Rodman Wanamaker. O vencedor de 2016, Jimmy Walker, ganhou US$ 1,8 milhão. O campeão também é premiado com uma réplica do Troféu Wanamaker, que também foi doado por Wanamaker, para mantê-lo por um ano, e uma réplica Wanamaker Trophy de menor porte.

### Formato
Inicialmente jogado como match play, o Campeonato do PGA originalmente era realizado no início do outono, mas variou de maio a dezembro. Após a Segunda Guerra Mundial, o campeonato foi jogado principalmente no final de maio ou final de junho, em seguida, mudou-se para o início de julho de 1953 e algumas semanas depois, em 1954, com a final disputada na terça-feira. Como um evento de match play, não era incomum que os finalistas jogassem mais de 200 buracos em sete dias. O evento de 1957 perdeu dinheiro, e nas reuniões da PGA em novembro foi alterado para stroke play, começando em 1958, com o formato padrão de 18 buracos por dia durante quatro dias, de quinta a domingo. Rede emissoras de televisão, preferindo um grande grupo de concorrentes conhecidos no último dia, pressionaram o PGA da América para fazer a mudança de formato.
Durante a década de 1960, o Campeonato do PGA foi jogado na semana seguinte ao The Open Championship cinco vezes, tornando praticamente impossível para os jogadores competirem em ambos os majores. Em 1965, o PGA foi disputado pela primeira vez em agosto, e retornou em 1969, com exceção de uma mudança de um ano para o final de fevereiro de 1971, na Flórida. O evento de 2016 foi transferido para o final de julho, duas semanas após o Open Championship, para acomodar as Olimpíadas de 2016 em agosto.
Antes da edição de 2017, foi anunciado que o Campeonato do PGA seria movido para maio no fim de semana anterior ao Memorial Day, a partir de 2019. O PGA Tour anunciava que iria transferir o seu Players Championship para março do mesmo ano; ele foi movido de março para maio em 2007. A PGA of America citou a adição de golfe aos Jogos Olímpicos de Verão, bem como o clima mais frio, permitindo uma gama mais ampla de opções para os campos que recebem a competição, como motivo para a mudança. Acreditava-se também que o PGA Tour queria realinhar sua temporada para que os playoffs da FedEx Cup não tivessem que competir com o início da temporada de futebol americano no final de agosto.

### Locais
O campeonato do PGA é disputado principalmente na metade oriental dos Estados Unidos; sendo que apenas dez vezes se migrou para o oeste. A última vez que ocorreu no fuso horário do Pacífico foi há 22 anos em 1998, no Sahalee Country Club, a leste de Seattle. A última vez que o campeonato foi disputado na Califórnia foi em 1995, no Riviera Country Club. A 102ª edição em 2020 foi no TPC Harding Park, em São Francisco, a primeira na Baía de São Francisco e um retorno à Califórnia após um quarto de século.
O estado de Nova York já recebeu treze vezes a competição, seguido por Ohio (11) e Pensilvânia(9).

## Campeões

### Era Strokeplay
| Ano  | Campeão            | País             | Clube                             | Local                          | Resultado             |
| 2025 | Scottie Scheffler  | Estados Unidos   | Quail Hollow Club                 | Charlotte, Carolina do Norte   | 69-68-65-71=273 (-11) |
| 2024 | Xander Schauffele  | Estados Unidos   | Valhalla Golf Club                | Louisville, Kentucky           | 62-68-68-65=263 (-21) |
| 2023 | Brooks Koepka      | Estados Unidos   | Oak Hill Country Club             | Rochester, Nova Iorque         | 72-66-66-67=271 (-9)  |
| 2022 | Justin Thomas      | Estados Unidos   | Southern Hills                    | Tulsa, Oklahoma                | 67-67-74-67=275 (-5)  |
| 2021 | Phil Mickelson     | Estados Unidos   | Kiawah Island Golf Resort         | Kiawah Island, Carolina do Sul | 70-69-70-73=282 (-6)  |
| 2020 | Collin Morikawa    | Estados Unidos   | TPC Harding Park                  | São Francisco, California      | 69-69-65-64=267 (-13) |
| 2019 | Brooks Koepka      | Estados Unidos   | Bethpage Black Course             | Farmingdale, Nova Iorque       | 63-65-70-74=272 (-8)  |
| 2018 | Brooks Koepka      | Estados Unidos   | Bellerive Country Club            | Town and Country, Missouri     | 69-63-66-66=264 (-16) |
| 2017 | Justin Thomas      | Estados Unidos   | Quail Hollow Club                 | Charlotte, Carolina do Norte   | 73-66-69-68=276 (-8)  |
| 2016 | Jimmy Walker       | Estados Unidos   | Baltusrol Golf Club               | Springfield, New Jérsey        | 65-66-68-67=266 (-14) |
| 2015 | Jason Day          | Austrália        | Whistling Straits                 | Kohler, Wisconsin              | 68-67-66-67=268 (-20) |
| 2014 | Rory McIlroy       | Irlanda do Norte | Valhalla Golf Club                | Louisville, Kentucky           | 66-67-67-68=268 (−16) |
| 2013 | Jason Dufner       | Estados Unidos   | Oak Hill Country Club             | Rochester, Nova York           | 68-63-71-68=270 (−10) |
| 2012 | Rory McIlroy       | Irlanda do Norte | Kiawah Island Golf Resort         | Kiawah Island, Carolina do Sul | 67-75-67-66=275 (−13) |
| 2011 | Keegan Bradley     | Estados Unidos   | Atlanta Athletic Club             | Johns Creek, Georgia           | 71-64-69-68=272 (−8)  |
| 2010 | Martin Kaymer      | Alemanha         | Whistling Straits                 | Kohler, Wisconsin              | 72-68-67-70=277 (−11) |
| 2009 | Y.E. Yang          | Coreia do Sul    | Hazeltine National Golf Club      | Chaska, Minnesota              | 73-70-67-70=280 (−8)  |
| 2008 | Pádraig Harrington | Irlanda          | Oakland Hills Country Club        | Bloomfield Township, Michigan  | 71-74-66-66-277 (-3)  |
| 2007 | Tiger Woods        | Estados Unidos   | Southern Hills Country Club       | Tulsa, Oklahoma                | 71-63-69-69-272 (-8)  |
| 2006 | Tiger Woods        | Estados Unidos   | Medinah Country Club              | Medinah, Illinois              | 69-68-65-68-270 (-18) |
| 2005 | Phil Mickelson     | Estados Unidos   | Baltusrol Golf Club               | Springfield, Nova Jérsei       | 67-65-72-72-276 (-4)  |
| 2004 | Vijay Singh*       | Fiji             | Whistling Straits                 | Sheboygan, Wisconsin           | 67-68-69-76-280 (-8)  |
| 2003 | Shaun Micheel      | Estados Unidos   | Oak Hill Country Club             | Rochester, Nova Iorque         | 69-68-69-70-276 (-4)  |
| 2002 | Rich Beem          | Estados Unidos   | Hazeltine National Golf Club      | Chaska, Minnesota              | 72-66-72-68-278 (-10) |
| 2001 | David Toms         | Estados Unidos   | Atlanta Athletic Club             | Duluth, Géorgia                | 66-65-65-69-265 (-15) |
| 2000 | Tiger Woods*       | Estados Unidos   | Valhalla Golf Club                | Louisville, Kentucky           | 66-67-70-67-270 (-18) |
| 1999 | Tiger Woods        | Estados Unidos   | Medinah Country Club              | Medinah, Illinois              | 70-67-68-72-277 (-11) |
| 1998 | Vijay Singh        | Fiji             | Sahalee Country Club              | Sammamish, Washington          | 70-66-67-68-271 (-9)  |
| 1997 | Davis Love III     | Estados Unidos   | Winged Foot Golf Club             | Mamaroneck, Nova Iorque        | 66-71-66-66-269 (-11) |
| 1996 | Mark Brooks*       | Estados Unidos   | Valhalla Golf Club                | Louisville, Kentucky           | 68-70-69-70-277 (-11) |
| 1995 | Steve Elkington*   | Austrália        | The Riviera Country Club          | Pacific Palisades, California  | 68-67-68-64-267 (-17) |
| 1994 | Nick Price         | Zimbabwe         | Southern Hills Country Club       | Tulsa, Oklahoma                | 67-65-70-67-269 (-11) |
| 1993 | Paul Azinger*      | Estados Unidos   | Inverness Club                    | Toledo, Ohio                   | 69-66-69-68-272 (-12) |
| 1992 | Nick Price         | Zimbabwe         | Bellerive Country Club            | St. Louis, Missouri            | 70-70-68-70-278 (-6)  |
| 1991 | John Daly          | Estados Unidos   | Crooked Stick Golf Club           | Carmel, Indiana                | 69-67-69-71-276 (-12) |
| 1990 | Wayne Grady        | Austrália        | Shoal Creek Golf and Country Club | Birmingham, Alabama            | 72-67-72-71-282 (-6)  |
| 1989 | Payne Stewart      | Estados Unidos   | Kemper Lakes Golf Club            | Long Grove, Illinois           | 74-66-69-67-276 (-12) |
| 1988 | Jeff Sluman        | Estados Unidos   | Oak Tree Golf Club                | Edmond, Oklahoma               | 69-70-68-65-272 (-12) |
| 1987 | Larry Nelson*      | Estados Unidos   | PGA National Resort & Spa         | Palm Beach Gardens, Flórida    | 70-72-73-72-287 (-1)  |
| 1986 | Bob Tway           | Estados Unidos   | Inverness Club                    | Toledo, Ohio                   | 72-70-64-70-276 (-8)  |
| 1985 | Hubert Green       | Estados Unidos   | Cherry Hills Country Club         | Cherry Hills Village, Colorado | 67-69-70-72-278 (-10) |
| 1984 | Lee Trevino        | Estados Unidos   | Shoal Creek Golf and Country Club | Birmingham, Alabama            | 69-68-67-69-273 (-15) |
| 1983 | Hal Sutton         | Estados Unidos   | The Riviera Country Club          | Pacific Palisades, Califórnia  | 65-66-72-71-274 (-10) |
| 1982 | Raymond Floyd      | Estados Unidos   | Southern Hills Country Club       | Tulsa, Oklahoma                | 63-69-68-72-272 (-8)  |
| 1981 | Larry Nelson       | Estados Unidos   | Atlanta Athletic Club             | Duluth, Géorgia                | 70-66-66-71-273 (-7)  |
| 1980 | Jack Nicklaus      | Estados Unidos   | Oak Hill Country Club             | Rochester, Nova Iorque         | 70-69-66-69-274 (-6)  |
| 1979 | David Graham*      | Austrália        | Oakland Hills Country Club        | Bloomfield Township, Michigan  | 69-68-70-65-272 (-8)  |
| 1978 | John Mahaffey*     | Estados Unidos   | Oakmont Country Club              | Oakmont, Pensilvânia           | 75-67-68-66-276 (-8)  |
| 1977 | Lanny Wadkins*     | Estados Unidos   | Pebble Beach Golf Links           | Pebble Beach, Califórnia       | 69-71-72-70-282 (-3)  |
| 1976 | Dave Stockton      | Estados Unidos   | Congressional Country Club        | Bethesda, Maryland             | 70-72-69-70-281 (+1)  |
| 1975 | Jack Nicklaus      | Estados Unidos   | Firestone Country Club            | Akron, Ohio                    | 70-68-67-71-276 (-4)  |
| 1974 | Lee Trevino        | Estados Unidos   | Tanglewood Park                   | Clemmons, Carolina do Norte    | 73-66-68-69-276 (-4)  |
| 1973 | Jack Nicklaus      | Estados Unidos   | Canterbury Golf Club              | Beachwood, Ohio                | 72-68-68-69-277 (-7)  |
| 1972 | Gary Player        | África do Sul    | Oakland Hills Country Club        | Bloomfield Hills, Michigan     | 71-71-67-72-281 (+1)  |
| 1971 | Jack Nicklaus      | Estados Unidos   | PGA National Golf Club            | Palm Beach Gardens, Flórida    | 69-69-70-73-281 (-7)  |
| 1970 | Dave Stockton      | Estados Unidos   | Southern Hills Country Club       | Tulsa, Oklahoma                | 70-70-66-73-279 (-1)  |
| 1969 | Raymond Floyd      | Estados Unidos   | NCR Country Club                  | Dayton, Ohio                   | 69-66-67-74-276 (-8)  |
| 1968 | Julius Boros       | Estados Unidos   | Pecan Valley Golf Club            | San Antonio, Texas             | 71-71-70-69-281 (+1)  |
| 1967 | Don January*       | Estados Unidos   | Columbine Country Club            | Columbine Valley, Colorado     | 71-72-70-68-281 (-7)  |
| 1966 | Al Geiberger       | Estados Unidos   | Firestone Country Club            | Akron, Ohio                    | 68-72-68-72-280 (E)   |
| 1965 | Dave Marr          | Estados Unidos   | Laurel Valley Golf Club           | Ligonier, Pensilvânia          | 70-69-70-71-280 (-4)  |
| 1964 | Bobby Nichols      | Estados Unidos   | Columbus Country Club             | Columbus, Ohio                 | 64-71-69-67-271 (-9)  |
| 1963 | Jack Nicklaus      | Estados Unidos   | Dallas Athletic Club              | Dallas, Texas                  | 69-73-69-68-279 (-5)  |
| 1962 | Gary Player        | África do Sul    | Aronimink Golf Club               | Newtown Square, Pensilvânia    | 72-67-69-70-278 (-2)  |
| 1961 | Jerry Barber*      | Estados Unidos   | Olympia Fields Country Club       | Olympia Fields, Illinois       | 69-67-71-70-277 (-3)  |
| 1960 | Jay Hebert         | Estados Unidos   | Firestone Country Club            | Akron, Ohio                    | 72-67-72-70-281 (+1)  |
| 1959 | Bob Rosburg        | Estados Unidos   | Minneapolis Golf Club             | Minneapolis, Minnesota         | 71-72-68-66-277 (-3)  |
| 1958 | Dow Finsterwald    | Estados Unidos   | Llanerch Country Club             | Havertown, Pensilvânia         | 67-72-70-67-276 (-14) |

- Derrotados nos playoffs

1. Chris DiMarco e Justin Leonard (ambos dos EUA)
2. Bob May (EUA)
3. Kenny Perry (EUA)
4. Colin Montgomerie (Escócia)
5. Greg Norman (Austrália)
6. Lanny Wadkins (EUA)
7. Ben Crenshaw (EUA)
8. Tom Watson e Jerry Pate (ambos dos EUA)
9. Gene Littler (EUA)
10. Don Massengale (EUA)
11. Don January (EUA)

### Era Matchplay
| Ano  | Campeão                                        | País                                           | Vice                                           | Margem                                         | Clube                                          | Local                                          |
| 1957 | Lionel Hebert                                  | Estados Unidos                                 | Dow Finsterwald                                | 2 & 1                                          | Miami Valley Country Club                      | Dayton, Ohio                                   |
| 1956 | Jack Burke, Jr                                 | Estados Unidos                                 | Ted Kroll                                      | 3 & 2                                          | Blue Hill Country Club                         | Canton, Massachusetts                          |
| 1955 | Doug Ford                                      | Estados Unidos                                 | Cary Middlecoff                                | 4 & 3                                          | Meadowbrook Country Club                       | Detroit, Michigan                              |
| 1954 | Chick Harbert                                  | Estados Unidos                                 | Walter Burkemo                                 | 4 & 3                                          | Keller Golf Club                               | Saint Paul, Minnesota                          |
| 1953 | Walter Burkemo                                 | Estados Unidos                                 | Felice Torza                                   | 4 & 3                                          | Birmingham Country Club                        | Birmingham, Michigan                           |
| 1952 | Jim Turnesa                                    | Estados Unidos                                 | Chick Harbert                                  | 1 up                                           | Big Spring Country Club                        | Louisville, Kentucky                           |
| 1951 | Sam Snead                                      | Estados Unidos                                 | Walter Burkemo                                 | 7 & 6                                          | Oakmont Country Club                           | Oakmont, Pennsylvania                          |
| 1950 | Chandler Harper                                | Estados Unidos                                 | Henry Williams, Jr.                            | 4 & 3                                          | Scioto Country Club                            | Columbus, Ohio                                 |
| 1949 | Sam Snead                                      | Estados Unidos                                 | Johnny Palmer                                  | 3 & 2                                          | Hermitage Country Club                         | Richmond, Virginia                             |
| 1948 | Ben Hogan                                      | Estados Unidos                                 | Mike Turnesa                                   | 7 & 6                                          | Norwood Hills Country Club                     | St. Louis, Missouri                            |
| 1947 | Jim Ferrier                                    | Austrália                                      | Chick Harbert                                  | 2 & 1                                          | Plum Hollow Country Club                       | Detroit, Michigan                              |
| 1946 | Ben Hogan                                      | Estados Unidos                                 | Ed Oliver                                      | 6 & 4                                          | Portland Golf Club                             | Portland, Oregon                               |
| 1945 | Byron Nelson                                   | Estados Unidos                                 | Sam Byrd                                       | 4 & 3                                          | Moraine Country Club                           | Dayton, Ohio                                   |
| 1944 | Bob Hamilton                                   | Estados Unidos                                 | Byron Nelson                                   | 1 up                                           | Manita Golf and Country Club                   | Spokane, Washington                            |
| 1943 | Não Houve por causa da Segunda Guerra Mundial  | Não Houve por causa da Segunda Guerra Mundial  | Não Houve por causa da Segunda Guerra Mundial  | Não Houve por causa da Segunda Guerra Mundial  | Não Houve por causa da Segunda Guerra Mundial  | Não Houve por causa da Segunda Guerra Mundial  |
| 1942 | Sam Snead                                      | Estados Unidos                                 | Jim Turnesa                                    | 2 & 1                                          | Seaview Country Club                           | Atlantic City, New Jersey                      |
| 1941 | Vic Ghezzi                                     | Estados Unidos                                 | Byron Nelson                                   | 1 up                                           | Cherry Hills Country Club                      | Cherry Hills Village, Colorado                 |
| 1940 | Byron Nelson                                   | Estados Unidos                                 | Sam Snead                                      | 1 up                                           | Hershey Country Club, West Course              | Hershey, Pennsylvania                          |
| 1939 | Henry Picard                                   | Estados Unidos                                 | Byron Nelson                                   | 1 up                                           | Pomonok Country Club                           | Flushing, Nova York                            |
| 1938 | Paul Runyan                                    | Estados Unidos                                 | Sam Snead                                      | 8 & 7                                          | The Shawnee Inn & Golf Resort                  | Smithfield Township, Pennsylvania              |
| 1937 | Denny Shute                                    | Estados Unidos                                 | Harold McSpaden                                | 1 up                                           | Pittsburgh Field Club                          | O'Hara Township, Pennsylvania                  |
| 1936 | Denny Shute                                    | Estados Unidos                                 | Jimmy Thomson                                  | 3 & 2                                          | Pinehurst Resort                               | Pinehurst, Carolina do Norte                   |
| 1935 | Johnny Revolta                                 | Estados Unidos                                 | Tommy Armour                                   | 5 & 4                                          | Twin Hills Golf & Country Club                 | Oklahoma City, Oklahoma                        |
| 1934 | Paul Runyan                                    | Estados Unidos                                 | Craig Wood                                     | 1 up                                           | The Park Country Club                          | Williamsville, Nova York                       |
| 1933 | Gene Sarazen                                   | Estados Unidos                                 | Willie Goggin                                  | 5 & 4                                          | Blue Mound Golf & Country Club                 | Wauwatosa, Wisconsin                           |
| 1932 | Olin Dutra                                     | Estados Unidos                                 | Frank Walsh                                    | 4 & 3                                          | Keller Golf Club                               | Maplewood, Minnesota                           |
| 1931 | Tom Creavy                                     | Estados Unidos                                 | Denny Shute                                    | 2 & 1                                          | Wannamoisett Country Club                      | Rumford, Rhode Island                          |
| 1930 | Tommy Armour                                   | Estados Unidos                                 | Gene Sarazen                                   | 1 up                                           | Fresh Meadow Country Club                      | Queens, Nova York                              |
| 1929 | Leo Diegel                                     | Estados Unidos                                 | Johnny Farrell                                 | 6 & 4                                          | Hillcrest Country Club                         | Los Angeles, California                        |
| 1928 | Leo Diegel                                     | Estados Unidos                                 | Al Espinosa                                    | 6 & 5                                          | Baltimore Country Club                         | Timonium, Maryland                             |
| 1927 | Walter Hagen                                   | Estados Unidos                                 | Joe Turnesa                                    | 1 up                                           | Cedar Crest Country Club                       | Dallas, Texas                                  |
| 1926 | Walter Hagen                                   | Estados Unidos                                 | Leo Diegel                                     | 5 & 3                                          | Salisbury Golf Club                            | East Meadow, Nova York                         |
| 1925 | Walter Hagen                                   | Estados Unidos                                 | Bill Mehlhorn                                  | 6 & 5                                          | Olympia Fields Country Club                    | Olympia Fields, Illinois                       |
| 1924 | Walter Hagen                                   | Estados Unidos                                 | Jim Barnes                                     | 2 up                                           | French Lick Springs Resort                     | French Lick, Indiana                           |
| 1923 | Gene Sarazen                                   | Estados Unidos                                 | Walter Hagen                                   | 1 up                                           | Pelham Country Club                            | Pelham Manor, Nova York                        |
| 1922 | Gene Sarazen                                   | Estados Unidos                                 | Emmet French                                   | 4 & 3                                          | Oakmont Country Club                           | Oakmont, Pennsylvania                          |
| 1921 | Walter Hagen                                   | Estados Unidos                                 | Jim Barnes                                     | 3 & 2                                          | Inwood Country Club                            | Inwood, Nova York                              |
| 1920 | Jock Hutchison                                 | Estados Unidos                                 | J. Douglas Edgar                               | 1 up                                           | Flossmoor Country Club                         | Flossmoor, Illinois                            |
| 1919 | Jim Barnes                                     | Estados Unidos                                 | Fred McLeod                                    | 6 & 5                                          | Engineers Country Club                         | Roslyn Harbor, Nova York                       |
| 1918 | Não Houve por causa da Primeira Guerra Mundial | Não Houve por causa da Primeira Guerra Mundial | Não Houve por causa da Primeira Guerra Mundial | Não Houve por causa da Primeira Guerra Mundial | Não Houve por causa da Primeira Guerra Mundial | Não Houve por causa da Primeira Guerra Mundial |
| 1917 | Não Houve por causa da Primeira Guerra Mundial | Não Houve por causa da Primeira Guerra Mundial | Não Houve por causa da Primeira Guerra Mundial | Não Houve por causa da Primeira Guerra Mundial | Não Houve por causa da Primeira Guerra Mundial | Não Houve por causa da Primeira Guerra Mundial |
| 1916 | Jim Barnes                                     | Estados Unidos                                 | Jock Hutchison                                 | 1 up                                           | Siwanoy Country Club                           | Eastchester, Nova York                         |

### Maiores Vencedores
| Jogador              | Total | Anos                         |
| -------------------- | ----- | ---------------------------- |
| Walter Hagen (USA)   | 5     | 1921, 1924, 1925, 1926, 1927 |
| Jack Nicklaus (USA)  | 5     | 1963, 1971, 1973, 1975, 1980 |
| Tiger Woods (USA)    | 4     | 1999, 2000, 2006, 2007       |
| Gene Sarazen (USA)   | 3     | 1922, 1923, 1933             |
| Sam Snead (USA)      | 3     | 1942, 1949, 1951             |
| Brooks Koepka (USA)  | 3     | 2018, 2019, 2023             |
| Jim Barnes (USA)     | 2     | 1916, 1919                   |
| Leo Diegel (USA)     | 2     | 1928, 1929                   |
| Denny Shute (USA)    | 2     | 1936, 1937                   |
| Paul Runyan (USA)    | 2     | 1934, 1938                   |
| Byron Nelson (USA)   | 2     | 1940, 1945                   |
| Ben Hogan (USA)      | 2     | 1946, 1948                   |
| Gary Player (RSA)    | 2     | 1962, 1972                   |
| Dave Stockton (USA)  | 2     | 1970, 1976                   |
| Raymond Floyd (USA)  | 2     | 1969, 1982                   |
| Lee Trevino (USA)    | 2     | 1974, 1984                   |
| Larry Nelson (USA)   | 2     | 1981, 1987                   |
| Nick Price (ZIM)     | 2     | 1992, 1994                   |
| Vijay Singh (FIJ)    | 2     | 1998, 2004                   |
| Rory McIlroy (NIR)   | 2     | 2012, 2014                   |
| Phil Mickelson (USA) | 2     | 2005, 2021                   |

| País             | Vitórias | Vencedores |
| ---------------- | -------- | ---------- |
| Estados Unidos   | 89       | 61         |
| Austrália        | 5        | 5          |
| Inglaterra       | 2        | 1          |
| África do Sul    | 2        | 1          |
| Zimbabwe         | 2        | 1          |
| Fiji             | 2        | 1          |
| Irlanda do Norte | 2        | 1          |
| Irlanda          | 1        | 1          |
| Coreia do Sul    | 1        | 1          |
| Alemanha         | 1        | 1          |

## Ver Também
- Masters
- U.S Open
- The Open